# ملعب ستانفورد
ملعب ستانفورد (بالإنجليزية: Stanford Stadium)‏ هو ملعب كرة قدم يستضيف مسابقات ألعاب القوى، يقع في جامعة ستانفورد، الولايات المتحدة، يتسع لـ 50,424 متفرج.

## التاريخ
تم وضع حجر الأساس للملعب في يونيو 1, 1921. افتتح الملعب في أكتوبر 1, 1921. تم تجديده في 1985. في تم هدم هذا الملعب. كانت تكلفة إنشاء الملعب 90 مليون دولار (2006), دولار أمريكي200,000 (1921).

## أهم الأحداث التي استضافها
- كأس العالم لكرة القدم 1994